# Пополжани
Пополжани (мкд. Пополжани) су насеље у Северној Македонији, у западном делу државе. Пополжани припадају општини Кичево.

## Географија
Насеље Пополжани је смештено у западном делу Северне Македоније. Од најближег већег града, Кичева, насеље је удаљено 10 km западно.
Пополжани припадају историјској области Доња Копачка. Село је положено у долини реке Треске, која овде тече горњим делом свог тока. Код села се у реку улива Беличка река, притока са десне стране. Северно од села се издиже планина Бистра, а југозападноИлинска планина. Надморска висина насеља је приближно 670 метара.
Клима у насељу је умерено континентална.

## Становништво
Пополжани су према последњем попису из 2002. године имали 109 становника.
Већинско становништво су етнички Македонци (99%).
Претежна вероисповест месног становништва је православље.